# William Cecil (1er baron Burghley)
Pour les articles homonymes, voir Cecil et William Cecil.
William Cecil, 1er baron Burghley (parfois orthographié Burleigh), né le 13 septembre 1520 et mort le 4 août 1598, est un homme d'État anglais du XVIe siècle.

## Biographie
Il est secrétaire d'État sous Édouard VI puis ministre en chef sous Élisabeth Ire et grand trésorier d'Angleterre. Il est aussi sheriff du Rutland.
Il est élu deux fois membre du parlement anglais. Il se fait remarquer par la fermeté et l'indépendance de ses opinions, notamment dans son sens de l'État face aux protestants dont il est proche.
Nommé secrétaire d'État par Élisabeth en 1558 à Hatfield Palace, il assemble un parlement où l'on traite d'un plan de réforme dans la religion, et a la plus grande part à l'établissement des 39 articles de 1563 qui forment la base de cette réforme.
En 1588, il conclut un traité avantageux pour l'Angleterre, entre Élisabeth Ire et les États de Hollande. La reine, pour le récompenser de ses services, le fait baron Burghley en 1571. Il est également élevé au rang de chevalier de la Jarretière.
Il s'est fait construire une vaste demeure, dite Burghley House, à la manière d'un palais londonien de l'époque.
Un cénotaphe mural lui est dédié dans l'église Saint-Martin de Stamford (Lincolnshire). À la droite de ce monument a été ensuite construit le tombeau de son fils Robert Cecil.

## Le mécène
William Cecil est un mécène de l'architecture et des hautes études, même s'il semble s'être moins intéressé à la peinture. Sa maison de Theobalds est peut-être la première en Angleterre à reproduire un modèle italien. Des effigies de Vénus et Cupidon ornent une fontaine de marbre dans la cour, un Vulcain et une Vénus de bronze décoraient la cheminée de la Grande Chambre. William Cecil adorait sans réserve l'érudition et les érudits. Il soutenait financièrement des écoles. Il avait toujours sur lui les Devoirs de Cicéron. Il aimait particulièrement l'histoire, la géographie et l'astrologie. Il protégea l'historien William Camden, et Arthur Golding lui dédia sa traduction d'un texte de Leonardo Bruni sur l'invasion de l'Italie par les Goths. Il commanda des cartes en France et fit peindre des vues de villes européennes dans la grande salle de Theobalds.

## Descendance
Il a un fils, Robert Cecil, et 3 filles, Anne, Elizabeth et Margaret

## Dans la fiction
- Il est l'un des personnages de la série britannique A Discovery of Witches où il est incarné par l'acteur Adrian Rawlins.
- C'est le personnage principal du manga seinen Dans l'ombre de la Reine (Cecil no Joô) d'Ai Kozaki publié depuis 2021[4].
- Il est un personnage important du roman de Ken Follett "Une colonne de feu".